# Адорни, Витторио
Витторио Адорни (итал. Vittorio Adorni; 14 ноября 1937, Парма, Эмилия-Романья — 24 декабря 2022, Парма, Эмилия-Романья) — итальянский профессиональный шоссейный велогонщик.

## Биография
Родился 14 ноября 1937 года в городе Парме на севере Италии. Профессиональную карьеру начал в 1961 году после победы на одном из кубков соревнований для любителей.
В свой первый год в качестве профессионала Адорни выиграл две гонки. Он ездил не капитаном, но всё равно получалось выигрывать этапы Джиро д’Италия. И наконец в 1965 он выигрывает Джиру, а позже и чемпионат мира в 1968 году, доказав всем, что он действительно гонщик экстра-класса.
Его карьера продолжалась до 1970 года. После её завершения занял должность спортивного директора команды Salvarani.
В 1973 году он стал президентом итальянской ассоциации велогонщиков и телекомментатором. В 2001 году вошёл в управление Международного союза велосипедистов.
Скончался 24 декабря 2022 года.

## Главные победы
1958
 Чемпионат Италии по трековому велоспорту
1962
5-й — Джиро д’Италия
1-й на этапе 15
1963
2-й — Джиро д’Италия
1-й на этапах 1 и 16
1964
4-й — Джиро д’Италия
1-й на этапах 1 и 14
1965
1-й  — Джиро д’Италия
1-й на этапах 6, 13 и 19
Тур Романдии
1966
Тур Бельгии
7-й — Джиро д’Италия
1-й на этапе 13
1967
Тур Романдии
4-й — Джиро д’Италия
1-й на этапе 20
1968
 Чемпионат мира — групповая гонка
1969
 Чемпионат Италии по шоссейному велоспорту — групповая гонка
Тур Швейцарии
12-й — Джиро д’Италия
1-й на этапе 22

## Статистика выступлений наГранд Турах
| Гранд Тур       | 1961 | 1962 | 1963 | 1964 | 1965 | 1966 | 1967 | 1968 | 1969 | 1970 |
| --------------- | ---- | ---- | ---- | ---- | ---- | ---- | ---- | ---- | ---- | ---- |
| Джиро д’Италия  | 28   | 5    | 2    | 4    | 1    | 7    | 4    | 2    | 12   | 10   |
| Тур де Франс    | -    | WD   | -    | 10   | WD   | -    | -    | -    | -    | -    |
| Вуэльта Испании | -    | -    | -    | -    | -    | -    | -    | 5    | -    | -    |

WD = Снялся

## Рейтинги
| Год                 | 1964 | 1965 | 1966 | 1967 | 1968 |
| ------------------- | ---- | ---- | ---- | ---- | ---- |
| Супер Престиж Перно | 8-й  | 6-й  | -    | -    | 6-й  |
|                     |      |      |      |      |      |
| Источник: UCI       |      |      |      |      |      |